# غابرييل ميلكونيان
غابرييل ميلكونيان (بالإسبانية: José Gabriel Melconian Alvez)‏ (مواليد 7 يوليو 1987) هو سبّاح أوروغواياني، مثّل بلاده في الألعاب الأولمبية الصيفية 2012.

## روابط خارجية
غابرييل ميلكونيان على موقع الاتحاد الدولي للسباحة (الإنجليزية)
- غابرييل ميلكونيان على موقع اللجنة الأولمبية الدولية (الإنجليزية)
- غابرييل ميلكونيان على موقع أوليمبيديا (الإنجليزية)